# Miss Moon
Miss Moon est une série télévisée d'animation française créée par Sébastien Dorsey et Laure Doyonnax.
En France, elle est diffusée sur TF1 dans l'émission Tfou à partir du 17 avril 2016,.

## Synopsis
Miss Moon parle d'une nounou magique appelée Miss Moon, alors qu'elle s'occupe de trois enfants pendant que leurs parents sont au travail, ainsi que des problèmes qui viennent avec le travail.

## Personnages
- Miss Moon est une nounou magique qui s'occupe de Jules, Lola et Baby Joe pendant que leurs parents sont au travail.
- Jules est le frère de Lola, âgé de 8 ans.
- Lola est la sœur de Jules, âgée de 13 ans.
- Baby Joe est le frère de Jules et Lola, âgé de 18 mois.
- Lady Pop est la mère des enfants, qui est une rock star internationale.
- Paul est le père des enfants, qui est un vétérinaire renommé.
- Baronesa est une voisine qui croit que Miss Moon est une sorcière.

## Distribution
- Dorothée Pousséo : Miss Moon
- Anaïs Delva : Lola McGuffle + L'Interprète du générique
- Sylvie Genty : Baronne / Sac magique
- Olivier Podesta : Kevin / Yassir
- Nathalie Homs
- Barbara Weber :
- Marc Duquesnoy :
- Lou Levy :

## Fiche technique
- Titre : Miss Moon
- Création : Sébastien Dorsey et Laure Doyonnax.
- Réalisation : Christelle Naga
- Scénario : Sébastien Dorsey et Laure Doyonnax
- Direction artistique : Nathalie Homs
- Décors :
- Musique :
- Production :
- Sociétés de production : Safari de ville, TF1
- Pays d'origine :  France
- Langue originale : français
- Format : 16:9 - HDTV
- Genre : animation, comédie, jeunesse

## Épisodes
|    | Titre                        | Diffusion sur TF1 |
| 01 | La tchoumite                 | 17 avril 2016     |
| 02 | Range ta chambre             | 17 avril 2016     |
| 03 | Bomber Boy                   | 24 avril 2016     |
| 04 | Nounou de compet'            | 24 avril 2016     |
| 05 | Une journée de rêve          | 1 mai 2016        |
| 06 | Le couffin magique           | 1 mai 2016        |
| 07 | Un bonbon de trop            | 8 mai 2016        |
| 08 | Lola et la grenouille        | 15 mai 2016       |
| 09 | Honk !                       | 22 mai 2016       |
| 10 | Crounch Momie                | 29 mai 2016       |
| 11 | Lola est un singe            | 5 juin 2016       |
| 12 | Le skate volant              | 12 juin 2016      |
| 13 | Photo volée                  | 19 juin 2016      |
| 14 | À l'abordage                 | 26 juin 2016      |
| 15 | Papa t'es où ?               | 4 septembre 2016  |
| 16 | Dragon sitting               | 4 septembre 2016  |
| 17 | Parade de printemps          | 11 septembre 2016 |
| 18 | Le banc de lola              | 18 septembre 2016 |
| 19 | Vampire d'amour              | 18 septembre 2016 |
| 20 | Ratapoil                     | 25 septembre 2016 |
| 21 | Des manières bien cavalières | 2 octobre 2016    |
| 22 | L'oeil du tigre              | 9 octobre 2016    |
| 23 | Super Baby Joe               | 16 octobre 2016   |
| 24 | Clac ! Clac !                | 20 octobre 2016   |
| 25 | Fleurs en folie              | 23 octobre 2016   |
| 26 | SOS Véto                     | 24 octobre 2016   |
| 27 | Danse avec Yassir            | 25 octobre 2016   |
| 28 | Dezhilba                     | 28 octobre 2016   |
| 29 | La maison hantée             | 30 octobre 2016   |
| 30 | Les fantômes de la Baronne   | 31 octobre 2016   |
| 31 | Nounou Noël                  | 11 septembre 2016 |
| 32 | Le Roi Jules                 | 8 janvier 2017    |
| 33 | Mammouth Rodéo               | 8 janvier 2017    |
| 34 | L'horloge magique            | 15 janvier 2017   |
| 35 | Poilix le Poilu              | 15 janvier 2017   |
| 36 | La grande évasion            | 22 janvier 2017   |
| 37 | Chamboule Pick               | 29 janvier 2017   |
| 38 | Magipoly                     | 5 février 2017    |
| 39 | Zombie d'amour               | 12 février 2017   |
| 40 | Le trésor du lac             | 19 février 2017   |
| 41 | Le bal des sorciers          | 26 février 2017   |
| 42 | Une maman pas vraie          | 5 mars 2017       |
| 43 | Retour en enfance            | 12 mars 2017      |
| 44 | Les guirlimauves             | 19 mars 2017      |
| 45 | Nounou wifi                  | 26 mars 2017      |
| 46 | King Honk                    | 2 avril 2017      |
| 47 | La clé de la baronne         | 3 septembre 2017  |
| 48 | La chasse à l'eau            | 10 septembre 2017 |
| 49 | Le défi basket               | 17 septembre 2017 |
| 50 | Pédalo circus                | 24 septembre 2017 |
| 51 | C'est pas de la tarte        | 1 octobre 2017    |
| 52 | Gripack                      | 8 octobre 2017    |

## Diffusion
Miss Moon a été créée sur Canal Panda en Espagne le 11 juillet 2016, Discovery Kids en Amérique latine le 5 septembre Boomerang en Europe centrale et orientale le 8 octobre 2016 et Canal Panda au Portugal le 17 décembre. La série est également diffusée sur Yoopa au Canada, Kanal 2 en Estonie, OUFtivi en Belgique et e.tv en Afrique du Sud. Aux États-Unis, la série a été créée le 1er décembre 2020 sur Primo TV.